# 韩国大法院
大法院（韩语：／ Daebeobwon）是大韩民国的最高法院，位于首爾瑞草區。大法院與憲法法院均擁有違憲審查權限，差別在於：大法院若認定法律或命令具有合理確信之高度違憲疑慮時，會將案件移交憲法法院審理。现任大法院院长为曹喜大。

## 构成

韓國大法院在該國立法、行政、司法三權分立體系中的地位示意圖

韩国大法院在该国立法、行政、司法三权分立体系中的地位示意图

根据《法院組織法》第4条第2項，大法院设立一名大法院院长（대법원장，即首席大法官）及13名裁判官（재판관，大法官）。13名大法官中，由12名行使审判权；另一名由大法院院长任命為法院行政处长，處理法院及司法行政事務，不参与审判。
大法院院长是韩国司法机關的首長，由韩国总统任命并由国会批准，任期6年，不得连任。依照《大韩民国宪法》，大法院院长有权推荐大法官提名和任命下级法院的法官。
大法院大法官由大法院院长推荐，也由韩国总统任命并由韩国国会批准。大法官的任期为6年，可以连任。依照韩国法律，大法官年纪必须在40岁以上，有至少15年法律实践或大学副教授或以上的教学科研经验。
大法官的退休年龄为65岁，大法院院长的退休年龄为70岁。
| 肖像 | 姓名   | 推荐   | 任命   | 就任日期       | 學歷         | 備註                                      |
| ---- | ------ | ------ | ------ | -------------- | ------------ | ----------------------------------------- |
|      | 曹喜大 | 尹锡悦 | 尹锡悦 | 2023年12月8日  | 首尔大学     | 第17任大法院院长                          |
|      | 盧泰嶽 | 金命洙 | 文在寅 | 2020年3月4日   | 汉阳大学     | 2022年5月17日起任中央选举管理委员会委员长 |
|      | 李興九 | 金命洙 | 文在寅 | 2020年9月9日   | 首尔大学     |                                           |
|      | 千大燁 | 金命洙 | 文在寅 | 2021年5月8日   | 首尔大学     | 2024年1月15日起任法院行政处长             |
|      | 吳經美 | 金命洙 | 文在寅 | 2021年9月17日  | 首尔大学     |                                           |
|      | 吳碩峻 | 金命洙 | 尹锡悦 | 2022年11月25日 | 首尔大学     |                                           |
|      | 徐慶桓 | 金命洙 | 尹锡悦 | 2023年7月19日  | 首尔大学     |                                           |
|      | 權英俊 | 金命洙 | 尹锡悦 | 2023年7月19日  | 首尔大学     |                                           |
|      | 嚴相弼 | 曹喜大 | 尹锡悦 | 2024年2月29日  | 首尔大学     |                                           |
|      | 申叔憙 | 曹喜大 | 尹锡悦 | 2024年2月29日  | 首尔大学     |                                           |
|      | 魯坰泌 | 曹喜大 | 尹锡悦 | 2024年8月2日   | 首尔大学     |                                           |
|      | 朴英在 | 曹喜大 | 尹锡悦 | 2024年8月2日   | 首尔大学     |                                           |
|      | 李叔姸 | 曹喜大 | 尹锡悦 | 2024年8月6日   | 浦项工科大学 |                                           |
|      | 馬鏞周 | 曹喜大 | 韩悳洙 | 2025年4月8日   | 首尔大学     |                                           |

除了大法官外，大法院还聘用一些助理法官，这些助理法官一般是地方法院的首席法官或高等法院的法官。助理法官负责协助大法官对案件的调研。一般每名大法官配有3位助理法官，另外还有20多位公用的助理法官。
大法院以下是高等法院（고등법원），在5个主要城市设置。高等法院以下是地方法院（지방법원），全国配置。另外还有家庭法院（가정법원）。
- 大法院：首尔特別市瑞草区（2005年當時）
- 高等法院：首尔特別市（朝鲜语：서울고등법원）、水原市（朝鲜语：수원고등법원）、大田广域市（朝鲜语：대전고등법원）、大邱广域市（朝鲜语：대구고등법원）、釜山广域市（朝鲜语：부산고등법원）、光州广域市（朝鲜语：광주고등법원）
- 地方法院：国内各地的主要城市

## 司法程序

### 小法庭
大法院由3个小法庭构成，每个小法庭有4名大法官。一般来说，小法庭判决上诉案件时需要4名大法官达成共识；如果小法庭的4名大法官不能达成共识，案件将移交给大法庭。

### 大法庭
大法庭由大法院2/3以上的大法官组成，并由大法院院长主持(擔任審判長)。与小法庭不同，大法庭通过简单多数票的形式进行判决，不需达成共识。如果大法庭不能形成多数票，案件则默认为维持原判。

## 司法管理权
大法院除了审判权外，还有管理韩国司法系统的行政权力。

### 大法院會議
大法院會議是韩国法院的最高行政机构，由大法院院长和其他大法官构成。大法院有权公布包括大法院在内的司法程序，发表判例，要求司法机關提供预算和处理大法院院长提出的其它决议。另外，大法院會議还负責确认下级法院首席法官的提名。
决议在大法院會議需要获得2/3以上的多数票才能通过。在无法形成多数票时，大法院院长的投票被视为关键票。

### 法院行政处
法院行政处负责韩国司法系统的日常运作管理。法院行政处长得在国会和内阁发言。

## 历任大法院院長
| #  | 姓氏   | 任期                   | 憲政期                       | 備考 |
| 1  | 金炳魯 | 1948年8月 - 1957年12月 | 第一共和国                   |      |
| 2  | 趙容淳 | 1958年6月 - 1960年5月  | 第一共和国                   |      |
| 3  | 趙鎭滿 | 1961年6月 - 1964年1月  | 第二共和国→軍政期→第三共和国 |      |
| 4  | 趙鎭滿 | 1964年1月 - 1968年10月 | 同上                         |      |
| 5  | 閔復基 | 1968年10月 - 1973年3月 | 同上→第四共和国              |      |
| 6  | 閔復基 | 1973年3月 - 1978年12月 | 同上                         |      |
| 7  | 李英燮 | 1979年3月 - 1981年4月  | 同上→第五共和国              |      |
| 8  | 俞泰興 | 1981年4月 - 1986年4月  | 同上                         |      |
| 9  | 金容喆 | 1986年4月 - 1988年6月  | 同上→第六共和国              |      |
| 10 | 李一珪 | 1988年7月 - 1990年12月 | 第六共和国                   |      |
| 11 | 金徳株 | 1990年12月 - 1993年9月 | 第六共和国                   |      |
| 12 | 尹錧   | 1993年9月 - 1999年9月  | 第六共和国                   |      |
| 13 | 崔鍾泳 | 1999年9月 - 2005年9月  | 第六共和国                   |      |
| 14 | 李容勳 | 2005年9月 - 2011年9月  | 第六共和国                   |      |
| 15 | 梁承泰 | 2011年9月 - 2017年9月  | 第六共和国                   |      |
| 16 | 金命洙 | 2017年9月 - 2023年12月 | 第六共和国                   |      |
| 17 | 曹喜大 | 2023年12月 -           | 第六共和国                   |      |